# Adris amurensis
Adris amurensis är en fjärilsart som beskrevs av Otto Staudinger 1892. Adris amurensis ingår i släktet Adris och familjen nattflyn. Inga underarter finns listade i Catalogue of Life.